# 안드레 필립스
안드레 레이마 필립스(André Lamar Phillips, 1959년 9월 5일 ~ )는 은퇴한 미국의 육상 선수이자, 1988년 서울 올림픽 400m 허들 금메달리스트이다.
위스콘신주 밀워키에서 태어나 캘리포니아 대학교 로스앤젤레스에서 수학하였다. 1981년 NCAA 선수권 대회에서 400m 허들을 우승하였으며, 그 전에 새너제이에 있는 실버 크리크 고등학교에 다니면서 1977년 CIF 캘리포니아 주립 육상 대회에서 300m 로우 허들을 36.43초로 우승한 바 있다.
필립스는 자신의 우상 에드윈 모지스의 그림자 아래에서 자신의 경력의 대부분을 보냈다고 한다. 1988년 올림픽 선발 시합에서 모지스에게 패하였으나, 올림픽에서는 예선과 준결승전을 이겼다. 결승전에서 개인 전력 47.19초를 세워 세네갈의 아마도우 디아바를 0.04초 차이로 꺾고 금메달을 획득하였으며 모지스는 3위로 들어왔다.
스태그 고등학교의 교사로 지내오다가, 현재 스톡튼에 있는 프랭클린 고등학교의 교감으로 있다. 2009년에는 국립 육상 명예의 전당에 헌액되었다.